# Pantopipetta australis
Pantopipetta australis är en havsspindelart som först beskrevs av Hodgson, T.V. 1914.  Pantopipetta australis ingår i släktet Pantopipetta och familjen Austrodecidae. Inga underarter finns listade i Catalogue of Life.